# اسماعیل المغربی
اسماعیل المغربی (عربی: إسماعيل المغربي؛ زادهٔ ۱۷ ژوئیهٔ ۱۹۹۱) یک ورزشکار اهل عربستان سعودی است.
از باشگاه‌هایی که در آن بازی کرده‌است می‌توان به باشگاه فوتبال الشباب عربستان سعودی، باشگاه فوتبال الاهلی عربستان سعودی، باشگاه فوتبال الوحده عربستان سعودی، و باشگاه فوتبال التعاون عربستان سعودی اشاره کرد.